# Roberto Giobbi
Roberto Giobbi (* 1. Mai 1959 in Basel) ist ein Schweizer Zauberkünstler und Fachautor für Kartenkunst. 

## Leben und Werk
Nach einem Studium der Literatur- und Sprachwissenschaften arbeitete Roberto Giobbi als Dolmetscher und Übersetzer. 1988 machte er sein Hobby Zauberkunst zum Beruf. Giobbi publizierte Artikel und Essays über  Zauberkunst in Fachzeitschriften in Europa und Übersee. Insgesamt sind von ihm über 50 Bücher in 6 Sprachen erschienen. Sein fünfbändiges Werk „Grosse Kartenschule“ gilt weltweit als Standardwerk der Kartenkunst und ist die am weitesten übersetzte Zauberbuchreihe in der Geschichte der Zauberkunst. 
Giobbi war Gast vieler TV- und Radio-Auftritte in der Schweiz, Deutschland, Italien, Spanien, USA, Japan und Südamerika. Seine Performance sowie seine Vorträge über Täuschungspsychologie, Präsentation und Kommunikation gibt er in 5 Sprachen, die er fließend spricht. Giobbi ist Mitglied der Escuela Magica de Madrid, einer modernen Denkschule der Zauberkunst, der weltweit 40 Mitglieder angehören. Er lebt und arbeitet als freischaffender Zauberkünstler, Seminarleiter und Fachschriftsteller in Muttenz.
Seit 2015 gehört er zu den ständigen Autoren der österreichischen Vereinszeitschrift Aladin.

## Preise und Auszeichnungen
- 1987 Schriftsteller des Jahres des MZvD
- 1988 Vizeweltmeister in der Sparte Kartenkunst bei FISM
- 1990 Grand Prix bei der Schweizermeisterschaften der Zauberkunst
- 1991 Vizeweltmeister in der Sparte Kartenkunst bei FISM
- 2011 Literary & Media Fellowship der Academy of Magical Arts
- 2014 John Nevil Maskelyne-Preis für Literatur des Magic Circle von London
- 2015 FISM-Award Theory & Philosophy

## Werke
- Card Stories (1986)
- Card Perfekt (1987)
- Der Traum eines Falschspielers (1987)
- Fantasia in As-Dur (1987)
- Roberto Light (1988)
- Roberto extra – light (1992)
- Grosse Kartenschule Band 1 bis 5 (1992 bis 2003)
- Roberto super – light (1995)
- Secret Agenda (2010)
- Confidences (2012)
- The Art of Switching Decks (2013)
- Stand-up Card Magic: Kartenkunst für Salon & Bühne (2014)

## Filme
- 2004 Dokumentarfilm des Schweizer Fernsehen Il giardino dei giochi segreti über Giobbi